# Dematshof
Dematshof ist ein Gemeindeteil der Gemeinde Haundorf im Landkreis Weißenburg-Gunzenhausen (Mittelfranken, Bayern). Dematshof liegt in der Gemarkung Haundorf.
Die Einöde liegt im südlichen Bereich des Mönchswaldes, etwa 800 m östlich von Haundorf.
Dematshof (früher auch als Demetshof, Dittmannshof oder Dietmannshof gelistet) gehörte auch schon vor der Gebietsreform von 1972 zu Haundorf. Im Jahre 1846 sind dort 2 Häuser, 3 Familien und 17 Seelen verzeichnet.

## Religion
Die Einwohner römisch-katholischer Konfession sind nach St. Nikolaus (Mitteleschenbach) gepfarrt.